# Càrn Eige
Càrn Eige, també anomenat Carn Eighe (en gaèlic escocès significa "Pujol de llima", i es pronuncia [ Karn ekʲə].), és la muntanya més alta d'Escòcia septentrional (al nord del Great Glen) al Regne Unit. Es troba a la council area de les Terres Altes, en el límit entre els comtats històrics d'Inverness i Ross and Cromarty, sobre el que anteriorment eren terres del Clan Chisholm. Té una alçada de 1.183 metres.

## Etimologia
Una traducció alternativa del seu nom, si fos anomenat "Càrn Eigh", seria  Turó de gel ; això faria que l'única muntanya escocesa amb la paraula "gel" en el seu nom.

## Localització
Aquesta muntanya es troba a més de 10 km de la carretera principal més propera, encara que hi ha un alberg juvenil a Glen Affric que està més a prop. En termes d'altura relativa, és la segona muntanya més alta de les Illes Britàniques, després del Ben Nevis.

## Ascens
La muntanya es pot ascendir des del sud, a partir del Loch Affric, pel costat nord de Gleann nam Fiadh (travessant un rierol) i arribar al cim del Càrn Eige i després Mam Sodhail en sentit horari o en sentit antihorari (ruta descrita en sentit antihorari), incloent-hi Beinn Fhionnlaidh com un extra, ja que és relativament difícil accedir-hi de qualsevol altra manera. El cim està marcat per un Ordnance Survey (pilar de triangulació o vèrtex geodèsic) i un munt de pedres. Inclou només els tres munros principals (és a dir, excloent els dos cims de l'est), una pujada d'aquesta muntanya podria prendre entre 9 i 10 hores. També hi ha una ruta al cim des del nord, a través de Beinn Fhionnlaidh, a partir d'un punt accessible amb vaixell a Loch Mullardoch.